# Sorttjärnen (Kalls socken, Jämtland, 704319-138122)
Sorttjärnen är en sjö i Åre kommun i Jämtland och ingår i Indalsälvens huvudavrinningsområde.